# Aurelio Cestari
Aurelio Cestari (né le 16 juin 1934 à Saletto di Breda di Piave, dans la province de Trévise, en Vénétie) est un coureur cycliste italien, dont la carrière se déroule au tournant des années 1950 et 60.

## Biographie
Professionnel de 1957 à 1963, Aurelio Cestari a remporté le Tour des Apennins en 1957. Il a participé aux Jeux olympiques de 1956.

## Palmarès

### Palmarès amateur
- 1955
  - 2e de la Coppa Quadrelli
- 1956
  - Gran Premio della Liberazione
  - Coppa Bologna
  - Tour de Slovaquie :
    - Classement général
    - 4e étape

  - 3e de la Coppa Città di Cuorgnè
  - 6e de la Course de la Paix

### Palmarès professionnel
- 1957
  - Tour des Apennins
  - 3e de la Coppa Agostoni
  - 3e du Tour de Lombardie
- 1960
  - 2e étape du Tour de Sicile
  - 2e du Tour de Sicile
  - 3e du GP Saice
- 1961
  - 2eb et 15ea étapes du Tour du Portugal

## Résultats sur les grands tours

### Tour de France
2 participations 
- 1959 : 38e
- 1962 : 41e

### Tour d'Italie
5 participations 
- 1957 : 36e
- 1959 : 32e
- 1960 : 23e
- 1961 : abandon
- 1962 : abandon (14e étape)